# Hegyfalu, Vas
Hegyfalu  este un sat în districtul Sárvár, județul Vas, Ungaria, având o populație de 772 de locuitori (2011). 

## Demografie
Componența etnică a satului Hegyfalu
     Maghiari (97,77%)
     Germani (2,23%)
Componența confesională a satului Hegyfalu
     Romano-catolici (56,22%)
     Luterani (8,81%)
     Fără religie (1,68%)
     Reformați (1,04%)
     Necunoscută (32,25%)
Conform recensământului din 2011, satul Hegyfalu avea 772 de locuitori. Din punct de vedere etnic, majoritatea locuitorilor (97,77%) erau maghiari, cu o minoritate de germani (2,23%).  Din punct de vedere confesional, majoritatea locuitorilor (56,22%) erau romano-catolici, existând și minorități de luterani (8,81%), persoane fără religie (1,68%) și reformați (1,04%). Pentru 32,25% din locuitori nu este cunoscută apartenența confesională.